# FN Model 1903
La FN Model 1903 (M1903, FN Mle 1903) o Browning No.2 era una pistola semiautomatica progettata da John Browning e realizzata dal produttore di armi belga Fabrique Nationale (FN). È stata introdotta nel 1903 ed è dotata di cartuccia del tipo 9x20 mm SR Browning Long.

## Caratteristiche tecniche
Il modello FN 1903 si basa sulla stessa struttura meccanica del modello Colt Model 1903 Pocket Hammerless, ma essa è stata allargata per l'utilizzo della più potente cartuccia 9mm Browning Long. Caratterizzata da una discreta affidabilità, precisione, dal peso contenuto e da facilità di ricarica grazie al caricatore estraibile, l'M1903 è stata utilizzata come arma d'ordinanza da molte forze di polizia e militari. La pistola fu inizialmente introdotta da FN come Browning Modèle de Guerre (Browning War Model) o Browning Grand Modèle (Browning Large Model).